# Un cargamento potente
Un cargamento potente (The shipment) es una película canadiense dirigida por Alex Wright en 2001. Está interpretada por Matthew Modine, Elizabeth Berkley, Nicholas Turturro y Robert Loggia. Fue publicitada con el eslogan: "La acción más divertida en una loca aventura sin un momento de respiro."

## Sinopsis
Un contrabandista mexicano vende a un gánster de Nueva York un cargamento de "vigoroso", la Viagra mexicana. Pero en su traslado el cargamento desaparece misteriosamente en un recóndito pueblo de Arizona, llamado Paradise. Frank Colucci, el gánster neoyorquino, manda a su socio y lugarteniente, Eddie, para recuperar la singular mercancía, pero para ello éste tiene que vérselas con Mitch Garrett, insobornable sheriff del pueblo, y con un variopinto grupo de personas, que consideran un insulto que alguien pueda insinuar que necesitan tomar la medicina extraviada.
- Datos: Q7763853